# Aanbod (economie)

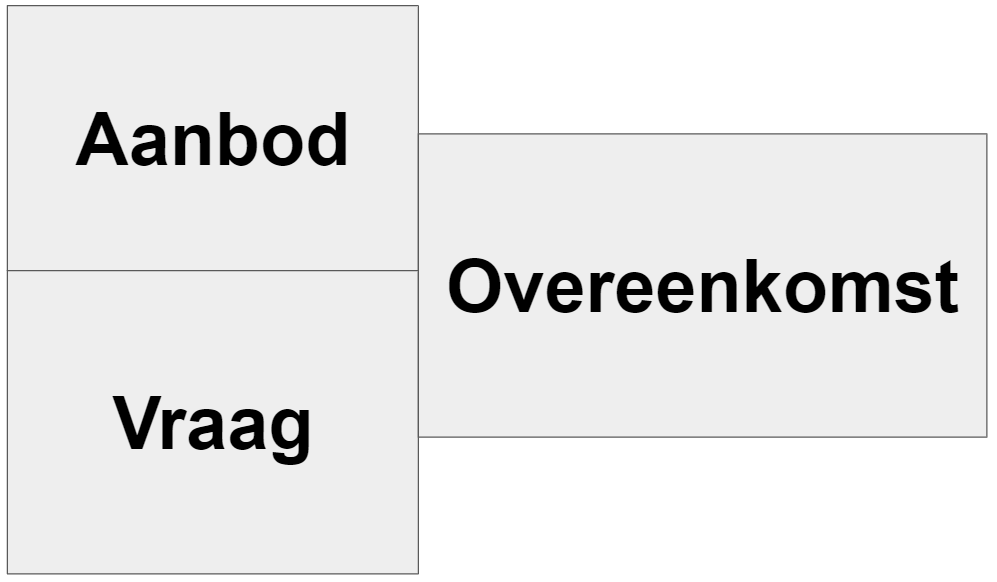
Vraag en aanbod gaat (impliciet) gepaard met een overeenkomst over bijvoorbeeld de prijs, kwaliteit en levertijd.

Aanbod is de beschikbaarheid van goederen en diensten. Het hangt samen met productie en voorraad.
Aanbod staat tegenover de term vraag. Door interactie tussen vraag en aanbod (marktwerking) ontstaat een prijs.
De micro-economische theorie beschrijft, verklaart en voorspelt, met behulp van het economische model van vraag en aanbod, de veranderingen in de prijs en de hoeveelheid van goederen in een competitieve markt. Dit vraag-en-aanbodmodel is oorspronkelijk ontwikkeld door Alfred Marshall.